# Баллинтемпл
Баллинтемпл (англ. Ballintemple; ирл. Baile an Teampaill, «город церкви») — деревня в Ирландии, находится в графстве Корк (провинция Манстер).